# Alexander Osang

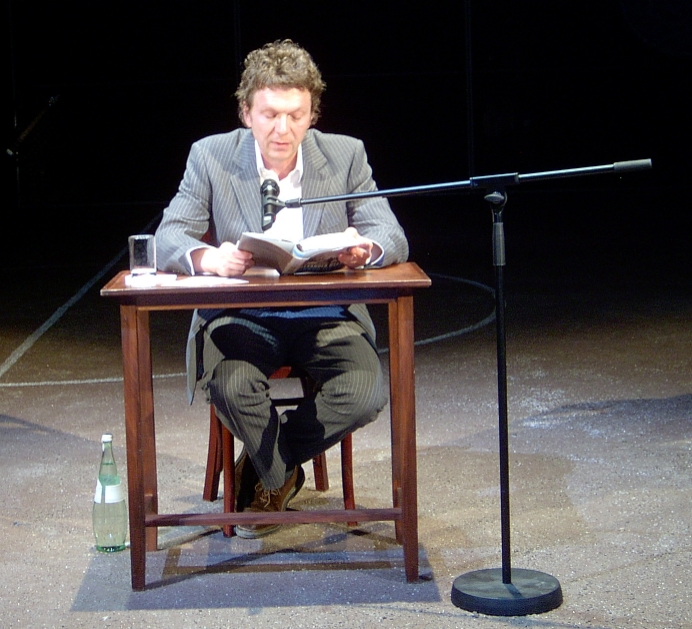
Alexander Osang, März 2007

Alexander Osang (* 30. April 1962 in Ost-Berlin) ist ein deutscher Journalist und Schriftsteller.

## Leben
Alexander Osang wuchs im Ost-Berliner Stadtbezirk Prenzlauer Berg auf, wo er eine zehnklassige polytechnische Oberschule besuchte. Er wurde katholisch erzogen und war jahrelang Ministrant an der St.-Josef-Kirche in Berlin-Weißensee. Wegen seiner kirchlichen Herkunft durfte er nicht auf die Erweiterte Oberschule in der DDR. Osang absolvierte eine Berufsausbildung mit Abitur zum Instandhaltungsmechaniker bei der Wasserwirtschaft und Abwasserbehandlung in Neubrandenburg und einen anderthalbjährigen Grundwehrdienst bei der Nationalen Volksarmee. Das anschließend aufgenommene Studium der Umwelttechnik brach er ab. Es folgte ein Volontariat bei der Berliner Zeitung und ein Studium in der Sektion Journalistik an der Karl-Marx-Universität Leipzig. Während des Studiums kandidierte Osang für die Mitgliedschaft in der SED. Osang bezeichnete diese Kandidatur als „moralischen Tiefpunkt“ seiner Jugend. Dem vorausgegangen war ein Fehlverhalten als studentischer Nachtwächter und einer dadurch drohenden Exmatrikulation. Um dies abzuwenden, wurde Osang nahegelegt, sich um eine SED-Mitgliedschaft zu bewerben.
Nach dem Abschluss seines Studiums 1987 war er als Wirtschaftsredakteur bei der Berliner Zeitung tätig. In dieser Zeit versuchte ihn die Staatssicherheit als informellen Mitarbeiter anzuwerben, was Osang ablehnte
Nach dem Zusammenbruch der DDR 1989 arbeitete Osang weiterhin für die Berliner Zeitung, ab April 1990 als Berliner Lokalchef und ab November 1990 als Reporter. In den folgenden Jahren wurde er zu einem Berichterstatter über die ostdeutschen Zustände nach der Wiedervereinigung. Im Jahre 1997 wurde er Chefreporter der Zeitung. Im Jahre 1999 schied er aus der Redaktion der Berliner Zeitung aus und ging für insgesamt acht Jahre als Reporter für den Spiegel nach New York. Im Jahr 2000 veröffentlichte er seinen ersten Roman Die Nachrichten, der später unter der Regie von Matti Geschonneck verfilmt wurde (Die Nachrichten, 2005). 
Alexander Osang wohnt seit November 2006 wieder in Berlin, und zwar im Bötzowviertel. Er ist mit der Journalistin Anja Reich verheiratet und Vater von drei Kindern. Er schreibt unter anderem für den Spiegel und das Magazin der Berliner Zeitung. Er leitete Reportage-Seminare am Journalistenzentrum Hagen, an der Berliner Journalisten-Schule, an der Universität Leipzig und am Reporter-Forum Hamburg. Von 2018 bis 2020 war Osang Spiegel-Korrespondent in Tel Aviv. Alexander Osang ist Mitglied des PEN-Zentrums Deutschland.
Bei Osang als Dozent der Berliner Journalisten-Schule studierte die Schriftstellerin Judith Hermann, die sich mit Publikationen wie dem Erzählungsband Sommerhaus, später von 1998 im deutschen Literaturbetrieb etablierte. Ohne eine vernichtende Kritik Osangs an einer Reportage Hermanns wäre Hermann nach eigener Auskunft nie zum Deutschlandradio gekommen: „Wenn Alexander Osang mich nicht so fertig gemacht hätte, wäre ich da nicht hingelangt.“

## Auszeichnungen
Alexander Osang erhielt 1993, 1999 und 2001 den Egon-Erwin-Kisch-Preis und wurde so regelmäßig für diesen nominiert, dass Journalistenkollegen schon vom „Osang-Preis“ spotteten.
1995 wurde Osang mit dem Theodor-Wolff-Preis geehrt und 2009 als Reporter des Jahres durch das Medium Magazin. 2006 wurde sein Drehbuch zu Die Nachrichten mit dem Adolf-Grimme-Preis ausgezeichnet.- Osangs Roman Die Leben der Elena Silber war 2019 für den Deutschen Buchpreis nominiert.

## Einzeltitel
- Aufsteiger – Absteiger. 18 Fallstudien. Ch. Links Verlag, Berlin 1992, ISBN 3-86153-040-6.
- Das Jahr eins. Reportagen. Verlag Volk und Welt, Berlin 1992, ISBN 3-353-00898-5.
- Die stumpfe Ecke. 25 Porträts und ein Interview. Ch. Links Verlag, Berlin 1994, ISBN 3-86153-067-8.
- Das Buch der Versuchungen. 20 Porträts und eine Selbstbezichtigung. Ch. Links Verlag, Berlin 1996, ISBN 3-86153-107-0.
- Tamara Danz. Biografie. Ch. Links Verlag, Berlin 1997, ISBN 3-86153-124-0.
- Hannelore auf Kaffeefahrt. Reportagen und Porträts. Fischer Taschenbuchverlag, Frankfurt am Main 1998, ISBN 3-596-13886-8.
- Ankunft in der neuen Mitte. Reportagen und Porträts. Ch. Links Verlag, Berlin 1999, ISBN 3-86153-175-5.
- Die Nachrichten. Roman. S. Fischer, Frankfurt am Main 2000, ISBN 3-10-057610-1.
- Schöne neue Welt. 50 Kolumnen aus Berlin und New York. Ch. Links Verlag, Berlin 2001, ISBN 3-86153-250-6.
- Neunundachtzig. Helden-Geschichten. Ch. Links Verlag, Berlin 2002, ISBN 3-86153-267-0.
- Lunkebergs Fest. Erzählungen. S. Fischer Verlag, Frankfurt am Main 2003, ISBN 3-10-057612-8.
- Berlin–New York. Kolumnen aus der Korrespondentenzeit in den USA. Ch. Links Verlag, Berlin 2004, ISBN 3-86153-339-1.
- Lennon ist tot. Roman. S. Fischer Verlag, Frankfurt am Main 2007, ISBN 3-10-057611-X.
- Im nächsten Leben. Reportagen und Porträts. Ch. Links Verlag, Berlin 2010, ISBN 978-3-86153-571-3.
- Königstorkinder. Roman. S. Fischer Verlag, Frankfurt am Main 2010, ISBN 3-10-057613-6.
- Wo warst Du? Ein Septembertag in New York (mit Anja Reich). Piper Verlag, 2011, ISBN 978-3-492-05436-2.
- Comeback. Roman. S. Fischer, Frankfurt am Main 2015, ISBN 978-3-10-002278-3.
- Winterschwimmer. Weihnachtsgeschichten. Aufbau-Verlag, Berlin/Weimar 2017, ISBN 978-3351036881.
- Die Leben der Elena Silber. Roman. S. Fischer Verlag, Frankfurt am Main 2019, ISBN 978-3-10-397423-2.
- Fast hell. Roman. Aufbau-Verlag, Berlin 2021, ISBN 978-3351038588.
- Das letzte Einhorn. Menschen eines Jahrzehnts. Ch. Links Verlag, Berlin 2022, ISBN 978-3-96289-144-2.

## Hörspiel und Rundfunk
- 1999: Auf der Kippe – Originaltöne zur Wende 1989/90. Moderation: Monika Künzel, Rainer Burchardt; Studiogäste: Alexander Osang, Jürgen Leinemann.